# L'esprit s'amuse (film, 2020)
Pour les articles homonymes, voir L'esprit s'amuse.
Pour plus de détails, voir Fiche technique et Distribution.
L'esprit s'amuse (Blithe Spirit) est une comédie britannique réalisée par Edward Hall, sortie en 2020. Il s'agit d'une nouvelle adaptation cinématographique de  pièce de théâtre éponyme de Noël Coward, déjà adaptée par le cinéaste David Lean en 1945.

## Synopsis
Dans les années 1930, confronté au syndrome de la page blanche, en manque d'inspiration pour son prochain livre, l'écrivain Charles Condomine s'intéresse de près à la question de l'au-delà et décide donc d'inviter une voyante, Madame Arcati, chez lui pour une séance de spiritisme qu'il pense être judicieux pour remédier à son blocage. Manque de bol, celle-ci entre en contact avec l'esprit de son ex-femme, Elvira, décédée depuis quelque temps et dont le caractère semble être beaucoup plus prononcé que celui de sa nouvelle épouse, Ruth. Toujours amoureuse de Charles, le fantôme d'Elvira est prête à tout pour saboter leur mariage d'autant plus qu'il est le seul à pouvoir la voir contrairement à Ruth qui s'avère être rapidement jalouse de sa présence de plus en plus gênante... Dès lors, tiraillé entre la défunte et la vivante, Charles se retrouve au milieu d'un improbable trio amoureux...

## Fiche technique
- Titre : L'esprit s'amuse
- Titre original : Blithe Spirit
- Réalisation : Edward Hall
- Scénario : Nick Moorcroft, Meg Leonard et Piers Ashworth, d'après la pièce de théâtre éponyme de Noël Coward
- Photographie : Ed Wilde
- Musique : Simon Boswell
- Montage : Paul Tothil
- Production : Nick Moorcroft, Meg Leonard, Hilary Bevan Jones, Peter Snell et James Spring
- Sociétés de production : Studiocanal, Protagonist Pictures, Fred Films, Powder Keg Pictures, Align et British Lion Films
- Sociétés de distribution : Sky
- Pays d'origine :  Royaume-Uni
- Langue originale : anglais
- Format : couleur
- Genre : Comédie romantique et fantastique
- Dates de sortie :
  - États-Unis : 8 octobre 2020 (Festival du film de Mill Valley)
  - Royaume-Uni : 15 janvier 2021
  - France : 29 juin 2021 (VOD)

## Distribution
- Dan Stevens (VF : Damien Witecka) : Charles Condomine
- Isla Fisher : Ruth Condomine
- Judi Dench (VF : Frédérique Cantrel) : Mme Cecily Arcati
- Leslie Mann (VF : Brigitte Aubry) : Elvira Condomine
- Julian Rhind-Tutt (VF : Julien Portugais) : Dr George Bradman
- Emilia Fox : Violet Bradman
- Dave Johns : Harold
- James Fleet (VF : Jérôme Keen) : Harry Price
- Adil Ray (en) (VF : Vincent de Boüard) : Mandeep Singh
- Michele Dotrice (en) : Edna
- Aimee-Ffion Edwards : Edith
- Issy van Randwyck (en) : Margot
- Simon Kunz : Henry Mackintosh
- Peter A. Rogers : Alfred Hitchcock
- Colin Stinton : Cecil B. DeMille
- Stella Stocker : Greta Garbo
- Jaymes Sygrove : Clark Gable
- Georgina Rich (en) : Hedda Hopper